# 光安正
光安 正は、出版プロデューサー・音楽プロデューサー・作曲家。

## プロフィール
佐賀県佐賀市出身。大学時代、バンドでヤマハ主催L-motion福岡代表として連続出場（入賞）。解散後、弾き語りや作編曲、音楽理論習得を重ねて上京。ビクター音楽産業（現ビクターエンタテインメント）（株）洋楽部において制作・宣伝、（株）東京音楽書院での企画制作販売担当を経て、現在、ダイヤモンド音楽出版（株）取締役、マイスタイル事業部責任者として出版プロデュース・音楽プロデュースなど“ハーモニカ”をライフワークに、作曲を含めた多面的な制作を行っている。

## 実績

### 音楽専門誌制作
- 日本で唯一のハーモニカ専門誌「ハーモニカマガジン」編集発行人。
- 上記姉妹紙ハーモニカライフ（トンボ・ファミリークラブ会報）制作。
- 日本で唯一のシャンソン専門誌「季刊シャンソン」ゼネラル・プロデューサー。
- 日本で唯一のリコーダー専門誌「季刊リコーダー」ゼネラル・プロデューサー。

### CD・DVD制作
- 「“音で聴く”ハーモニカマガジンCD」プロデューサー。
- 「“ハーモニカの鉄人”斎藤寿孝ハーモニカ・イリュージョン」シリーズ（テイチク・エンタテインメント）サウンドプロデューサー。
- 「“音で聴く”季刊シャンソン　シャンソン専門チャンネルCD」プロデューサー。
- 「“映像で見る”ハーモニカマガジンDVD」制作プロデューサー兼監督。

### 作曲
- 大仁田厚原作初監督主演映画「Monja」（出演：大仁田厚・朝丘雪路ほか）音楽監督。
  - 主題歌・背景音楽の大半や挿入歌CD「MATSURI」（avex trax）作曲。
- 常田富士男出演DVD「日本の民話 常田富士男の紙しばい」・小川光明プロデュース
  - 発売：日本経済新聞社・販売：ポニーキャニオン）テーマソング作曲。
- 舞台「銀座ロマン3」（出演：新藤恵美・千波丈太郎・倉石功・カルーセル麻紀ほか）音楽担当。
  - 上記CD「ハーモニカ・イリュージョンH」（テイチクエンタテインメント）収録「N・A・G・O・M・I」作曲。
- 深沢剛CD「ハピネス」（日本コロムビア）収録「Alone,Alone」ほか作曲。
- 石井おりえ「Kiss Kiss Kiss」（スカパー!番組主題歌）作曲、ほか